# Eurytoma arnoldi
Eurytoma arnoldi är en stekelart som beskrevs av James Waterston 1926. Eurytoma arnoldi ingår i släktet Eurytoma och familjen kragglanssteklar. Inga underarter finns listade i Catalogue of Life.